# Кавалерс Карл Едуардович
Карл Едуардович Кавалерс (11 жовтня 1904, місто Лібава Гробіньського повіту Курляндської губернії, тепер Лієпая, Латвія — ?) — латиський радянський діяч, директор Ризького вагонобудівного заводу. Депутат Верховної ради СРСР 3-го скликання.

## Життєпис
Народився в родині теслі. У 1905 році родина була вислана до Астраханської губернії, де перебувала до 1910 року. У 1910 році переїхали до міста Слока, де батько працював теслею, а мати робітницею целюлозно-паперової фабрики.
Навчався в початковій школі, у 1914 році став учнем слюсаря в кустарних майстернях.
У 1922 році склав екзамен в технікум та здобув диплом конструктора. Працював на Лієпайській фабриці дроту та в залізничних майстернях.
У 1929 році заарештований за революційну діяльність, але незабаром звільнений. Брав участь в організації нелегальної типографії, проводив прокомуністичну агітаційну роботу, через що декілька разів був заарештований. Працював техніком у приватній майстерні.
Після окупації Латвії радянськими військами в червні 1940 року призначений комісаром націоналізованого підприємства «Вайрогс» у Ризі. У 1940—1941 роках — начальник Головного управління металообробної промисловості Латвійської РСР.
Член ВКП(б) з 1940 року.
Під час німецько-радянської війни у червні 1941 року вступив до Латиської 43-ї стрілецької дивізії Червоної армії. Під Наро-Фомінськом був поранений, потім повернувся до Латиської 43-ї гвардійської стрілецької дивізії, воював під Старою Руссою, Великими Луками та Даугавпілсом на Північно-Західному та Західному фронтах.
У січні 1944 року демобілізований із армії, працював на відновлювальних роботах в Даугавпілсі, Єлгаві, Валмієрі, Цесісі, Кегуме, а з жовтня 1944 року — в Ризі.
У 1944—1948 роках — керуючий машинобудівного тресту Народного комісаріату місцевої промисловості Латвійської РСР у місті Ризі.
З липня 1948 року — директор Ризького вагонобудівного заводу.
Подальша доля невідома.

## Звання
- гвардії молодший лейтенант
- гвардії лейтенант

## Нагороди
- орден Червоної Зірки (29.06.1945)
- медаль «За оборону Москви»
- медаль «За перемогу над Німеччиною у Великій Вітчизняній війні 1941—1945 рр.»
- медалі